# ボルミオ
ボルミオ（イタリア語: Bormio）は、イタリアのロンバルディア州ソンドリオ県にある人口約4,100人の基礎自治体（コムーネ）。
アッダ川の最上流部に位置する町。温泉地としてまたはスキーリゾート地としても知られている。町域の北をスイスとの国境線が走っており、ボルツァーノ自治県（南チロル）へと越えるステルヴィオ峠の南西麓に位置する。

## 地理

### 位置・広がり
ソンドリオ県北東部に位置するコムーネで、ティラーノから北北東へ32km、県都ソンドリオから北東へ50km、メラーノから西南西へ64kmの距離にある。

#### 隣接コムーネ
隣接するコムーネは、以下の通りである。BZはボルツァーノ自治県所属。CHはスイス領で、CH-GRはグラウビュンデン州所属を示す。
- Val Müstair (サンタ・マリア・ヴァル・ミュシュタイアー（英語版）, CH-GR) - 北
- ステルヴィオ (BZ) - 北東
- ヴァルフルヴァ - 東
- ヴァルディソット - 南
- ヴァルディデントロ - 西

### 地勢・地形
- 河川：アッダ川

### 地震分類
イタリアの地震リスク階級 (it) では、3 に分類される
。

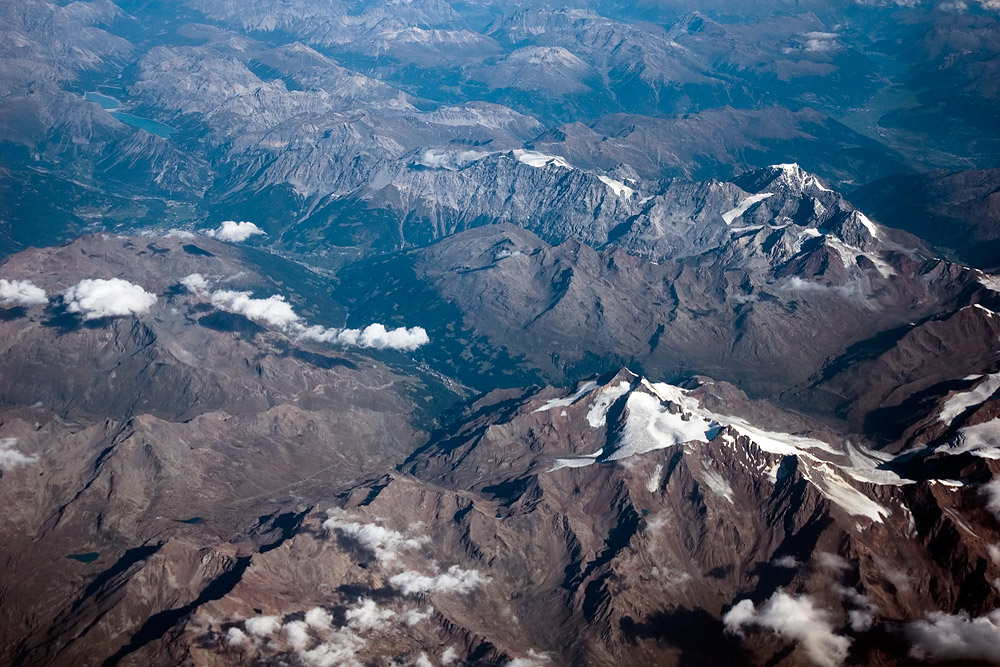
ボルミオ周辺の空撮
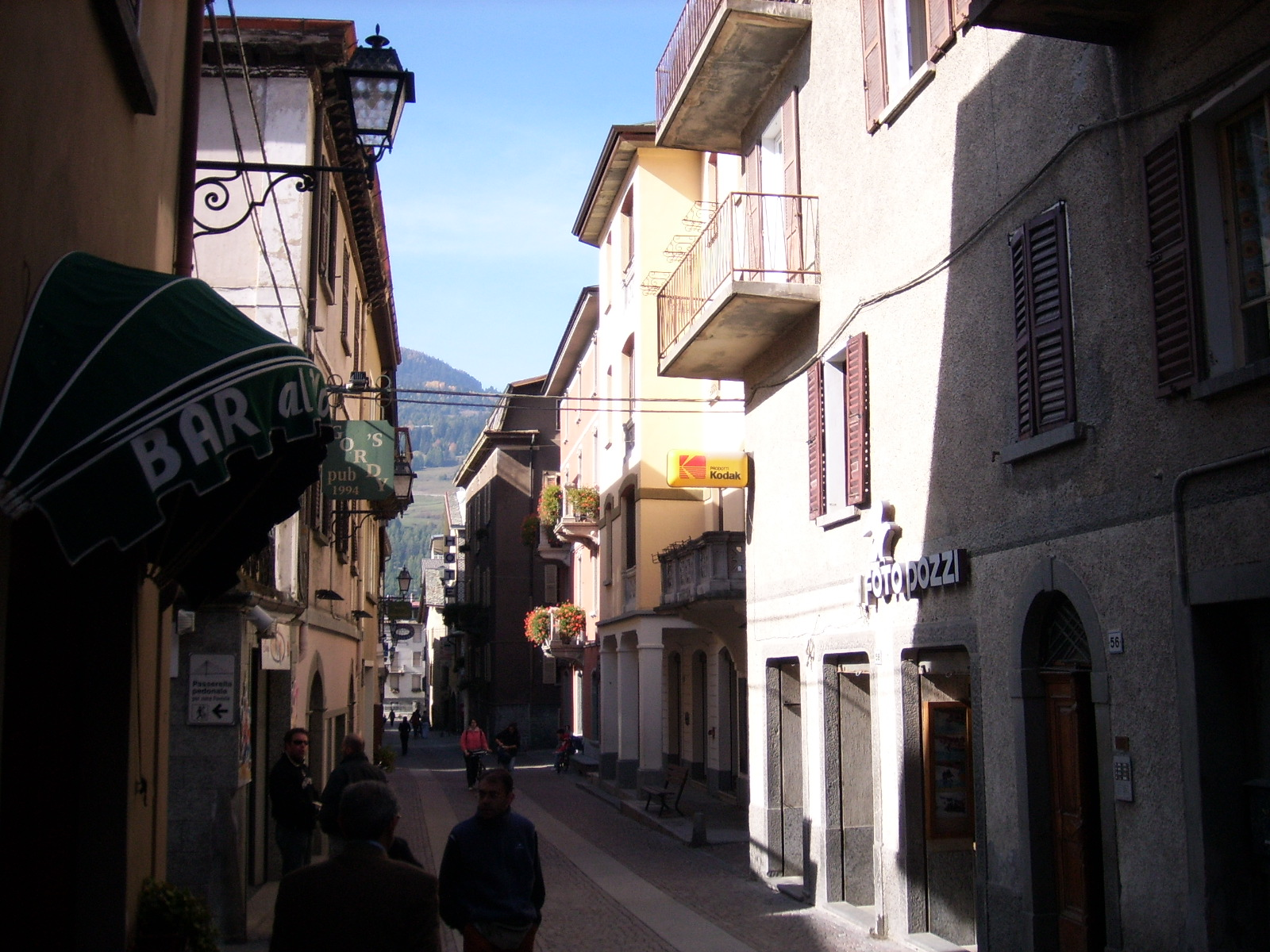
市街

## 歴史
この地の温泉についての最古の文献記録は、東ゴート王国に仕えた6世紀の外交官・文筆家カッシオドルスによる書簡である。カッシオドルスは東ゴート王テオダハドに宛てたこの書簡の中で、温泉の効能を讃えている。
中世、ボルミオの町は、ヴァルフルヴァ、ヴァルディデントロ、リヴィーニョといった周辺農村を支配地域（コンタード (it:Contado) ）としていた。10世紀から13世紀にかけ、コモやクールの司教がこの地域をその権力の下に置こうと試みたにもかかわらず、ボルミオは独立の地位を維持した。その後コモ司教の支配下に置かれたボルミオであったが、1377年に "magna charta delle libertà bormiensi" が出され、自治権を回復して重要な特権を手にした。ボルミオのポデスタが、より高い権力の代理という名義で権力を握った。
ボルミオはヴェネツィアと北ヨーロッパを結ぶ交易路の中心として、その戦略的な位置と、輸送される商品に課すことができた関税によって、経済的に栄えた。1400年には、ボルミオの町の人口は5000人ほどを数え、市内には32の塔が建てられた。ボルミオの町とその周辺地域を指して、古くから "Magnifica Terra" あるいは "Magna Terra di Bormio et honorate valli" という表現が用いられているが、これは自然地理的な意味のみならず、外の地域に対し自主性を維持してきたことの誇りを反映している。
ボルミオの繁栄は1487年、町がグラウビュンデンの包囲を受け、強力な三同盟と協定を結ばされることによって終わった。ミラノ公国のスフォルツァ家は三同盟に対し、ボルミオに義務を課すことを承認している。注目されることに、1495年から1499年にかけてボルミオのポデスタを務めた Gian Giacomo Vismara は、ミラノ公国の騎士に叙せられ、枢密顧問官 (Consigliere Segreto) となっている。
その後、ボルミオはペストや政治的・軍事的実力の低下に見舞われ、1512年に三同盟（グラウビュンデン自由国）の保護領になった（ヴァルテッリーナ#歴史も参照）。
ナポレオンの時代にはチザルピーナ共和国に併合され、コンタードとしての「ボルミオ」の独立は終焉した（フランスのスイス侵攻 (1798年)も参照）。その後はロンバルディアの他地域と同様、ハプスブルク家の支配下に置かれその後イタリア王国に統一される歴史をたどった。
第一次世界大戦では、当時イタリア王国とオーストリア＝ハンガリー帝国の国境であったステルヴィオ峠が戦場になった。

## 行政

### 分離集落
ステルヴィオ峠上の地区 Passo dello Stelvio が分離集落（フラツィオーネ）とされている。
また、ボルミオの市街は Combo, Buglio, Dossiglio, Maggiore, Dossorovina の地区に分けられている。

### 山岳部共同体
広域行政組織である山岳部共同体「アルタ・ヴァルテッリーナ山岳部共同体」 (it:Comunità montana Alta Valtellina) の事務所所在地である。「アルタ・ヴァルテッリーナ山岳部共同体」には以下のコムーネが属している。
- ボルミオ、リヴィーニョ、ソンダロ、ヴァルディデントロ、ヴァルディソット、ヴァルフルヴァ

## 文化・観光

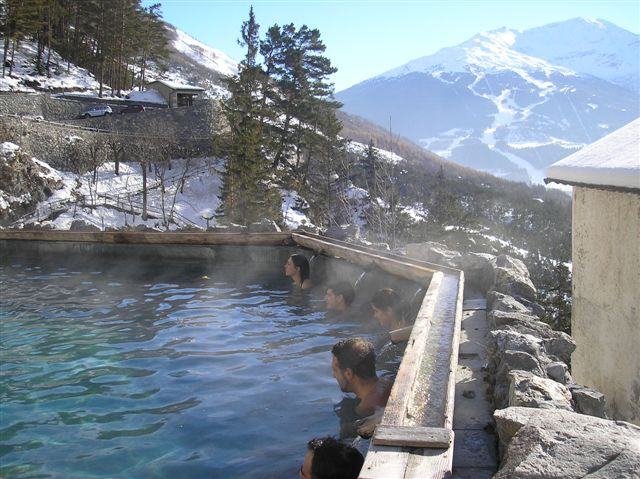
バーニ・ヴェッキ（旧温泉）のパノラマ露天風呂

温泉や巨大なスキー施設がある複合リゾート地として高名である。

### 温泉
温泉地として古来著名であり、ボルミオの温泉はローマ時代にさかのぼると謳われている。「バーニ・ヴェッキ」には1世紀に作られたとされる、洞窟を利用した浴室がある。
歴史上の著名人では、レオナルド・ダ・ヴィンチが1493年に、ジュゼッペ・ガリバルディが1859年に、この地を訪れたという。
町の中心に「ボルミオ・テルメ」と呼ばれる温泉センターがある。また、町の北のバーニ・ディ・ボルミオ集落 (Bagni di Bormio. なお、bagniは 英: baths の意) には「バーニ・ヴェッキ（旧温泉）」「バーニ・ヌオヴィ（新温泉）」と呼ばれる施設があり、2016年現在はQCテルメ・グループが経営にあたっている。「バーニ・ヴェッキ」はアルプスの山並みを一望しながら入浴できるパノラマ露天風呂が名物で、このほか多様な風呂が提供されている。
ボルミオ・テルメの効能は、気管支炎、婦人科疾患など。バーニ・ディ・ボルミオの温泉は、呼吸器系疾患、リウマチ、痛風、新陳代謝に効能があるとされている。

### スキー

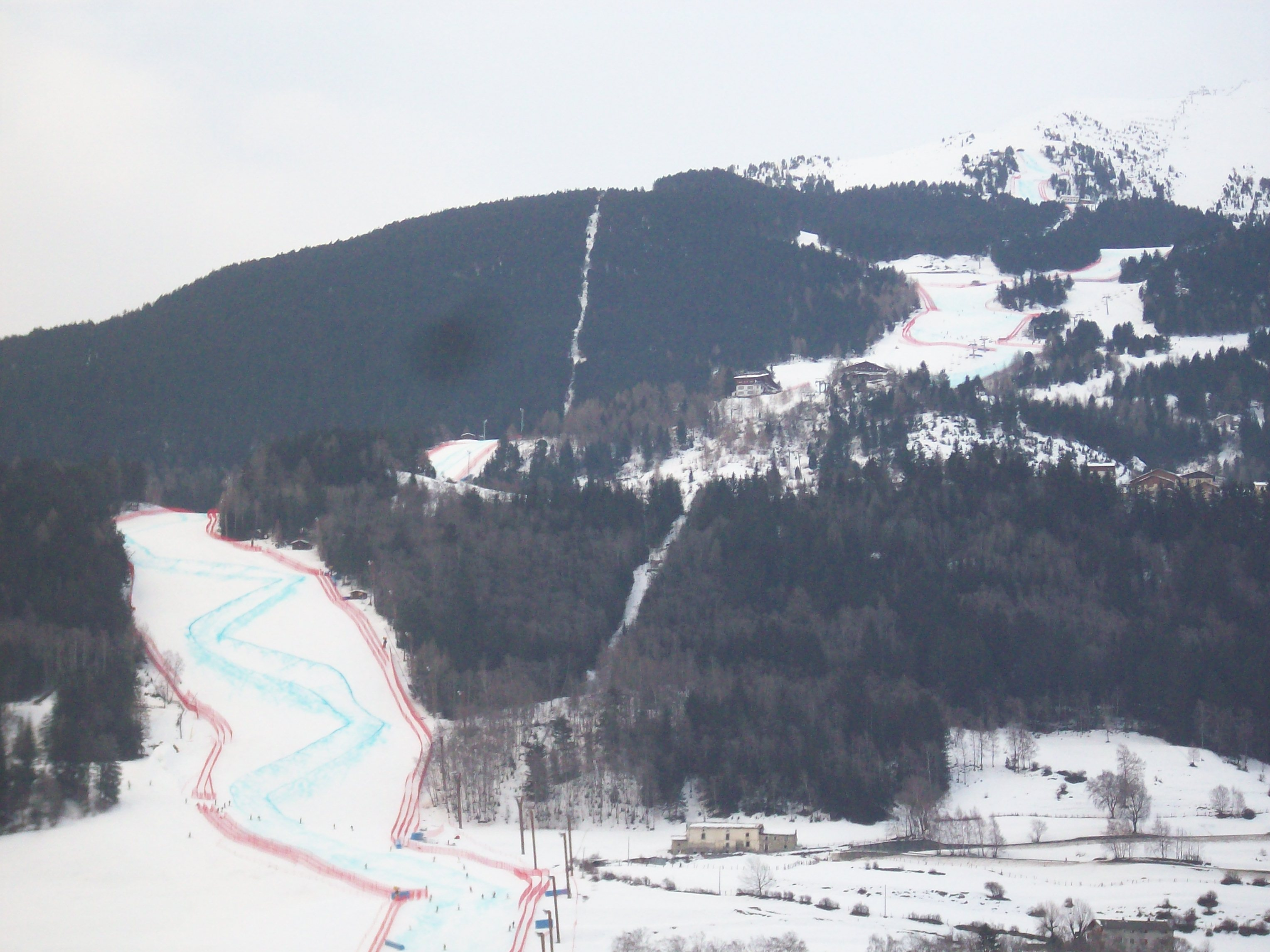
Pista Stelvio

夏でも雪の残るこの地は、スキーリゾート地としても著名である。ボルミオのアルペンスキーのコース（ピステ） Pista Stelvio  (it:Stelvio (pista sciistica))  は、約1000mの標高差と約3000mの距離を持つ。アルペンスキー・ワールドカップにおいて滑降競技が行われる競技場のひとつである。
ボルミオ（およびその周辺）では、以下のようなアルペンスキーの競技会が開催された。
- 1985年アルペンスキー世界選手権
- 2005年アルペンスキー世界選手権

ステルヴィオ峠は夏スキーのメッカとして知られる。

### 食文化
この地方の料理はボリュームがあることで有名とされる。特にヴァルテッリーナの名物料理として挙げられるのがピッツォッケリである。そば粉を用いたパスタ料理であるが、チーズやポテトを絡めた、こってりしたものである。

## 交通

### 道路
国道
- SS38 (it:Strada statale 38 dello Stelvio) 
〔… - ソンドリオ - ティラーノ〕 - ボルミオ - ステルヴィオ峠 - 〔メラーノ - ボルツァーノ〕

- SS38 dir/B (it:Strada statale 38 dir/B dello Stelvio) 
ステルヴィオ峠西側 - ウンブライル峠（スイス国境） …スイスの国道559号線に接続し、サンタ・マリア・ヴァル・ミュシュタイアーに至る

- SS301 (it:Strada statale 301 del Foscagno) 
〔リヴィーニョ - ヴァルディデントロ〕 - ボルミオ

SS38は、セルニオ - ボルミオ間に高規格の新道が建設されている。

## 姉妹都市
- Bellpuig、スペイン
- Huez、フランス

## 人物

### 著名な出身者
- デボラ・コンパニョーニ - 女子アルペンスキー選手。